# Georges Thenault
Georges Thenault, né le 2 octobre 1887 à Celle-Lévescault (Vienne) et mort le 19 décembre 1948 à Saint-Cloud, est un aviateur et militaire français.

## Biographie
Saint-cyrien, sorti dans l'infanterie en 1909, il est détaché au groupe aéronautique à Versailles en 1913 et passe son brevet de pilote. Promu capitaine en mai 1915, il commande l'escadrille La Fayette, une unité de l'Armée de l'air française — puis de l'United States Army — composée de pilotes volontaires américains, active pendant la Première Guerre mondiale. Il est cité plusieurs fois à l'ordre de l'Armée, décoré de la Croix de guerre et nommé chevalier de la Légion d'honneur avec rang au 15 mars 1916 puis promu officier le 26 juin 1930. Nommé chef de bataillon après la guerre, il termine sa carrière au grade de lieutenant-colonel.

## Postérité
Dans le film Flyboys (2006), son rôle est joué par Jean Reno.